# Lady, Be Good
Lady, Be Good ist ein Musical mit der Musik von George Gershwin und den Gesangstexten von Ira Gershwin. Das Buch wurde von Guy Bolton und Fred Thompson geschrieben. Zusätzliche Songs und Texte stammen von Cliff Edwards, Chick Endor, Gilbert Wells und Arthur Jackson. Alexander A. Aarons und Vinton Freedley produzierten die erste gemeinsame Arbeit der Gershwin-Brüder, die ihnen zugleich zu ihrem Durchbruch am Broadway verhalf. Das gilt auch für Fred und Adele Astaire in den Hauptrollen, in denen sie sowohl am Broadway als auch im Londoner West End auftraten. Neben den Astaires war Cliff Edwards (Ukulele Ike) zu sehen.
Die Uraufführung fand am 1. Dezember 1924 im Liberty Theater in New York und die Erstaufführung im Londoner West End am 14. April 1926 im Prince of Wales Theatre statt.

## Handlung
Die Wohnung der Geschwister Dick und Susie Trevor wird zwangsgeräumt. Die beiden sind jedoch, was die Zukunft betrifft, voller Zuversicht und schon am selben Abend vergnügen sich die Geschwister auf einer Party bei der wohlhabenden Josephine „Jo“ Vanderwater. Die Räumung wurde von Jo veranlasst; sie ist in Dick verliebt und möchte erreichen, dass er zu ihr zieht. Obgleich Dick zurzeit mit Shirley Vernon liiert ist, geht er, weil obdachlos, auf Jos Werben ein und die Verlobung wird bekannt gegeben. Susie trifft auf der Party einen Tramp wieder und die beiden verlieben sich. Sie weiß nicht, dass es sich bei dem Tramp um Jack Robinson handelt, den als verschollen geltenden Millionenerben des Senators Robinson.
Auch Jos Rechtsanwalt Watty Watkins ist in Schwierigkeiten; ein mexikanischer Desperado verlangt von ihm, einen Erbschaftsbetrug zu organisieren. Um an das Erbe eines verstorbenen Senators heranzukommen, beabsichtigt der Desperado vorzugeben, dass seine Schwester den verschollenen Neffen des Senators, Jack Robinson, in Mexiko geheiratet habe. Da sie aber gerade im Gefängnis sitzt, spricht Watty Susie mit der Bitte an, sich vor dem Erbschaftsverwalter als jene auszugeben.

Der Betrug beginnt mit dem zweiten Akt im Hotel Robinson. Dick kreuzt dort aus Sorge um seine Schwester Susie ebenfalls auf, begegnet aber zuerst seiner – immer noch – einzig wahren Liebe Shirley. Seine Schwester entdeckt er, als diese ihren Auftritt als mexikanische Witwe des verschollenen Jack Robinson hat. Als dann auch noch Susies geliebter Tramp auftaucht, landet die ganze Gesellschaft in der Arrestzelle. Hier gibt sich der Tramp als Jack Robinson zu erkennen.

Zum Finale im Yacht-Club treffen sich die Paare richtig sortiert: Susie und Jack, Shirley und Dick und Jo und Watty.

## Bekannte Musiknummern
- „Fascinating Rhythm“
- „Oh, Lady Be Good!“
- „The Man I Love“ – von den Gershwins für die Show geschrieben, jedoch nicht verwendet[1]

## Verfilmung
Der Film gleichen Namens aus dem Jahre 1941 von Norman Z. McLeod hat mit dem Musical wenig gemein; mit einer neuen Handlung versehen, wurden lediglich die beiden Hits „Fascinating Rhythm“ und „Oh, Lady be Good“ verwendet. Jerome Kern und Oscar Hammerstein II schrieben für den Film den Song „The Last Time I Saw Paris“.

## Flugzeug
Ein am 25. März 1943 in Dienst gestellter Bomber der amerikanischen Luftwaffe vom Typ B-24D Liberator wurde nach dem Gershwin-Musical Lady Be Good getauft. Das zur 376. Bombergruppe gehörige Flugzeug erlangte insofern traurige Berühmtheit, als es am 4. April 1943, nach seinem ersten und einzigen Einsatz, einem Bombenangriff auf Neapel, den Flugplatz in der nordafrikanischen Wüste verpasste und sich in der libyschen Wüste verirrte. Die gesamte Besatzung, die noch zuvor nie einen Kampfeinsatz geflogen war, sprang mit dem Fallschirm ab, während die Lady Be Good noch mehr als 20 Kilometer weiter flog und dann beim Aufprall in zwei Teile brach. Bis auf den Bombenschützen überlebten die Besatzungsmitglieder zwar den Fallschirmabsprung, verdursteten jedoch nach und nach in der Wüste. Das Wrack wurde erst 1958, die sterblichen Überreste der Besatzungsmitglieder erst 1960 gefunden.